# Palácio Valada-Azambuja

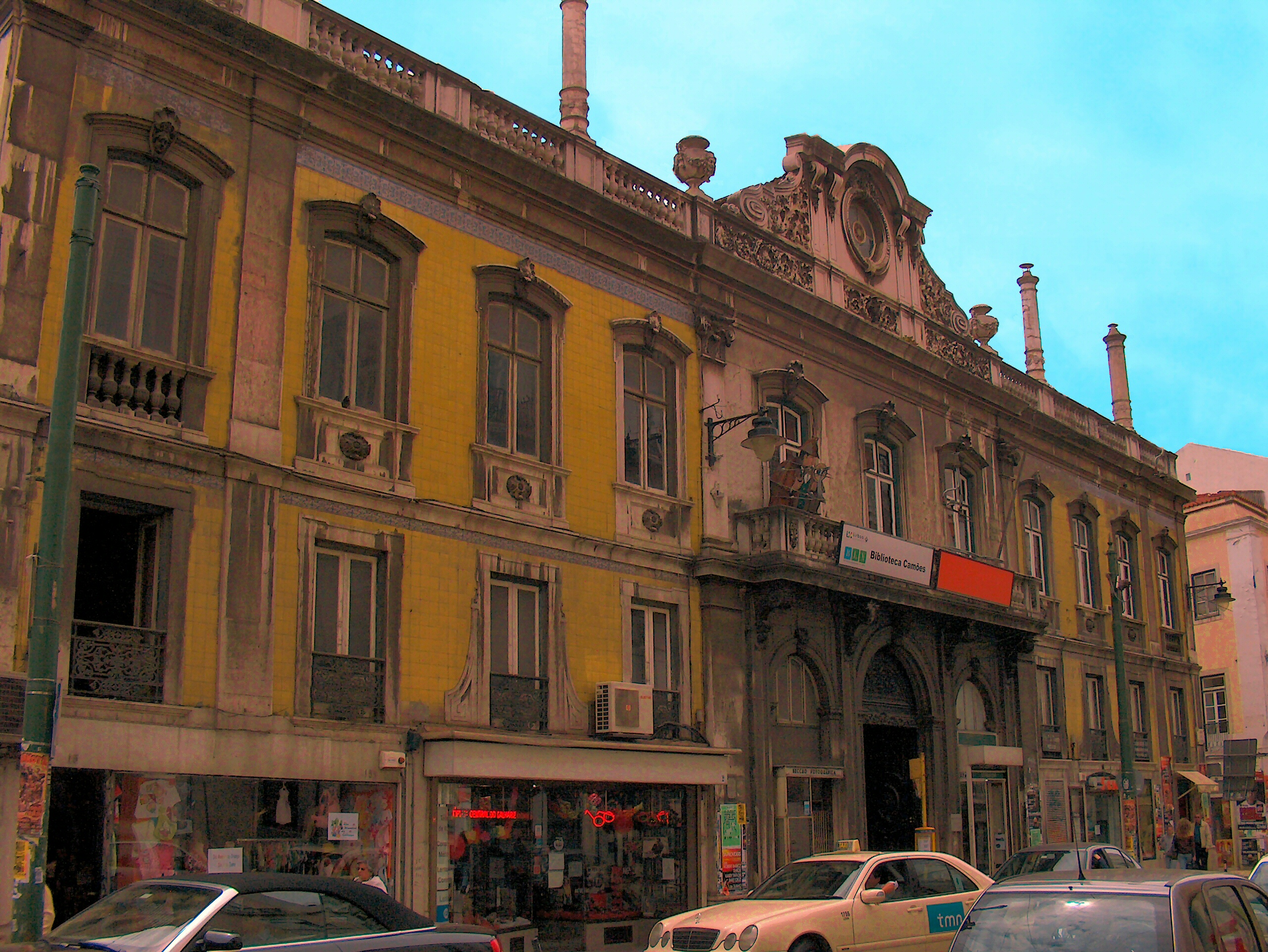
Fassade des Palácio Valada-Azambuja

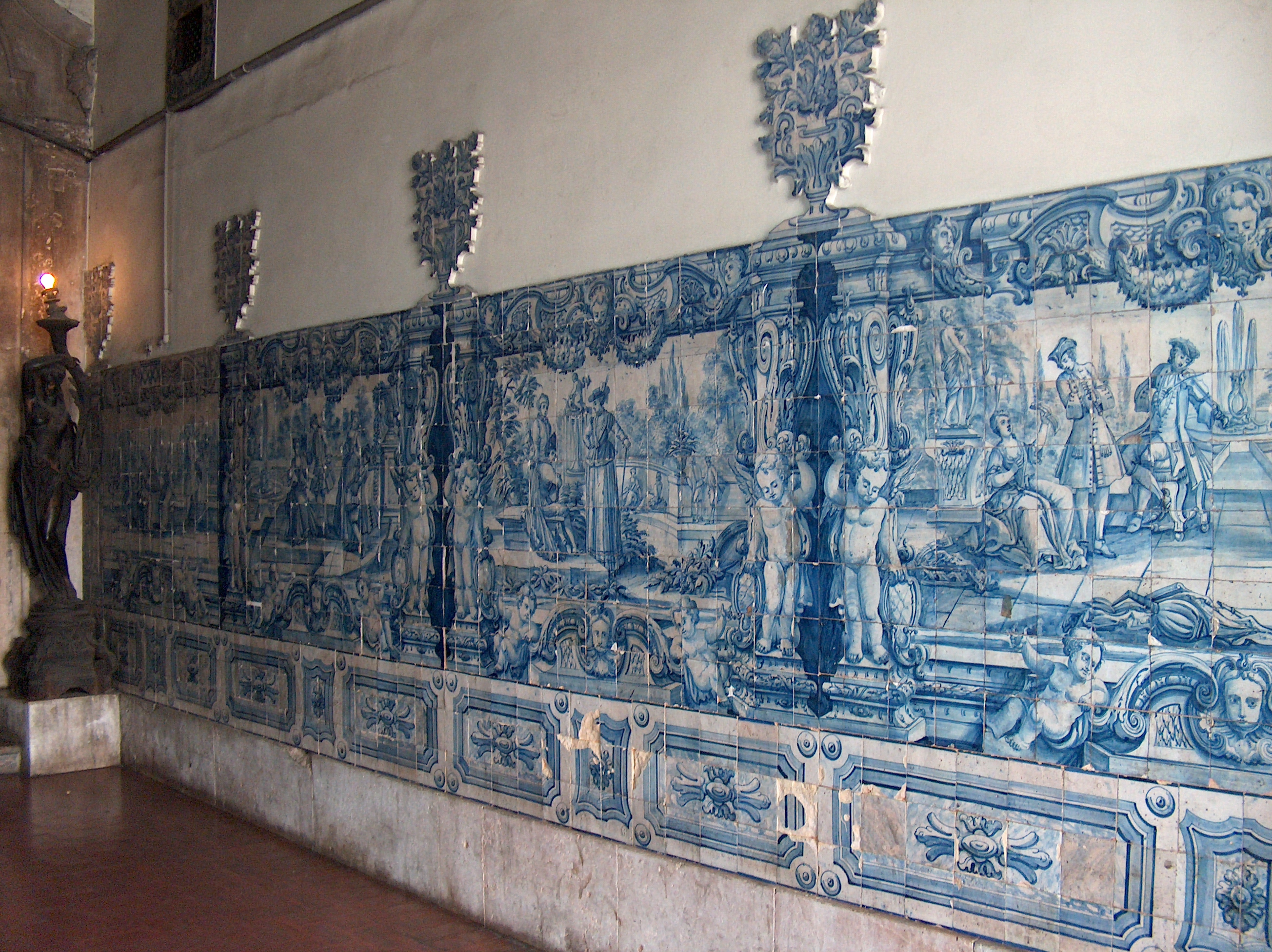
Azulejos im Atrium

Der Palácio Valada-Azambuja (auch: Palácio dos Condes de Azambuja) ist ein ehemaliger Adelspalast in der Stadtgemeinde Misericórdia der portugiesischen Hauptstadt Lissabon.

## Geschichte
Ein erster im 16. Jahrhundert errichteter Palast wurde beim Erdbeben von 1755 zerstört. Auf seinen Ruinen an der Südseite des Largo do Calhariz wurde der heutige Bau auf U-förmigem Grundriss errichtet. Trotz verschiedener Umbauten behielt er die für einen Palast des 18. Jahrhunderts typische Fassade. Im Atrium am Eingang sind die Wände mit Azulejos des 18. Jahrhunderts dekoriert. 
Ab 1925 befand sich hier der Sitz der von Brito Camacho geleiteten Zeitung A Luta, heute ist darin die Biblioteca Municipal Camões untergebracht. Im Februar 1982 wurde dem Gebäude der Status eines Imóvel de Interesse Público zuerkannt.